# Asesinato de Atefeh Naami
El 21 de noviembre de 2022, la mujer iraní Atefeh Naami (en persa: عاطفه نعامی 7 de agosto de 1985 - 21 de noviembre de 2022) de 37 años, desapareció en Karaj el 21 de noviembre de 2022 durante las protestas iraníes de 2022 tras la muerte de Mahsa Amini. Su familia fue informada de su muerte cinco días después. ella murió en circunstancias sospechosas que se sospecha que implican violencia por parte de las fuerzas represivas de la República Islámica del Irán. Finalmente, el 28 de noviembre de 2022, ella fue enterrada en secreto en el cementerio Behesht Abaad en Ahvaz por agentes de seguridad de la República Islámica.
El Centro Iraní de Derechos Humanos citó a la familia de Naami y escribió: "A pesar de que los efectos de las heridas eran evidentes en el cuerpo sin vida de Atefeh, las instituciones de seguridad de la República Islámica emitieron una orden para enterrarla inmediatamente". Mohammad Amin Naami, hermano de Atefeh Naami, afirmó en una entrevista con varios medios de comunicación que el lunes 28 de noviembre el cuerpo de su hermana fue enterrado engañando a sus familiares y en silencio. Añadió: “El cuerpo sin vida de Atefeh fue enterrado en secreto por agentes de seguridad en la mañana del lunes 28 de noviembre de 2022, mientras se informaba a la familia que el funeral sería al mediodía”. El cuerpo herido de Atefeh Naami fue colocado bajo una manta por agentes del gobierno que fingieron un suicidio y le colocaron una manguera de gas para calentador de agua en la boca y la abandonaron en el balcón de su apartamento ubicado en Azimiyeh, Karaj. La familia de Naami negó rotundamente su suicidio.

## Víctima
Atefeh Naami (en persa: عاطفه نعامی 7 de agosto de 1985 - 21 de noviembre de 2022) fue una mujer iraní. ella Nació el 7 de agosto de 1985 en Ahvaz y era de origen árabe. Se licenció en Arquitectura en la Universidad Islámica Azad de Ahvaz y posteriormente emigró a Karaj. Antes de ser asesinada por las fuerzas de la República Islámica del Irán, residía en la zona de Azimiyeh en Karaj. Era conocida entre sus familiares y amigos por realizar obras de caridad y, según familiares cercanos, tenía un espíritu independiente y estaba llena de esperanza en la vida. Después del Levantamiento de Irán de 2022, Atefeh Naami coreó el lema de las mujer, vida y libertad desde el balcón de su apartamento y trabajó para animar a las mujeres a la lucha social y obtener los derechos perdidos. Cuando su hermana le dice Atefeh, ten cuidado, ella dice: "Mi sangre no es más coloreada que la de otros".

## Asesinato
Atefeh Naami participó activamente en las protestas de la revuelta de 2022 en Irán. ella Distribuyó entre la gente el lema mujer, vida, libertad y el hashtag de Mahsa Amini en formato manuscrito. El forense anunció la hora aproximada de su muerte el 21 de noviembre de 2022. Su cuerpo herido fue encontrado en el balcón de su apartamento en Azimiyeh, Karaj, cinco días después, el 26 de noviembre. Agentes del gobierno simularon el suicidio y colocaron su cuerpo debajo de una manta y la abandonaron en el balcón de su apartamento en Karaj, colocándole una manguera de gas del calentador de agua en la boca. Aunque las marcas de las heridas eran evidentes en su cuerpo, organismos de seguridad ordenaron su inmediato entierro. La familia de Naami negó el suicidio. Finalmente, el 28 de noviembre de 2022, el cuerpo sin vida de Atefeh Naami fue enterrado por agentes de seguridad de la República Islámica, en secreto y engañosamente y a pesar de la oposición de sus familiares, en el cementerio Behesht Abaad de Ahvaz, gráfico 5, línea dos.

## Día 40 de su muerte
La ceremonia de muerte número 40 de Atefeh Naami se celebró el 29 de diciembre de 2022, a pesar de las estrictas medidas de seguridad y la presión de las fuerzas gubernamentales de la República Islámica sobre su familia en el cementerio de Behesht Abaad, Ahvaz. Los agentes de seguridad no permitieron la ceremonia del 40 cumpleaños de Atefeh Naami. Finalmente, tras numerosas amenazas y presiones, su familia se vio obligada a realizar la ceremonia número 40 antes de la fecha original. Este evento se convirtió en escenario de protestas antigubernamentales al mismo tiempo que la ceremonia número 40 en honor a Hamidreza Rouhi, otra de las víctimas del Levantamiento de Irán de 2022. Varias mujeres que participaron en esta ceremonia se quitaron el hijab. Además, según imágenes obtenidas por el medio BBC, se muestra que el 29 de diciembre, coincidiendo con el 40 aniversario de Atefeh Naami, un grupo de iraníes residentes en Australia también realizaron una manifestación de protesta frente al Parlamento de Melbourne en su memoria.

## Reacciones
Tras el asesinato de Atefeh Naami por parte del gobierno, a pesar de la presión de las fuerzas de seguridad, algunos de sus familiares cercanos –que vivían fuera de Irán– no guardaron silencio y concedieron entrevistas y conversaciones con varios medios de comunicación. La periodista, escritora y activista por los derechos de las mujeres Masih Alinejad escribió sobre el asesinato de Atefeh Naami: "No te olvidaremos, recuerda..." Parastoo Salehi, actor y estrella de cine, añadió en su página de Instagram: "¿Qué estás haciendo?". ¡¿Con los niños de esta tierra en las cárceles?! Sepideh Moafi, una actriz iraní-estadounidense, y Nina Ansary, una historiadora, autora y activista iraní-estadounidense por la igualdad de derechos de mujeres y hombres, reaccionaron en su página de Twitter. Además, Ali Karimi, Sahar Moghads (cantante), Mehdi Rostampour y un número significativo de medios de comunicación discutieron la cuestión del asesinato de Atefeh Naami por parte del gobierno.